# Врбени (Пела)
Врбени (грч. Νέα Ζωή, Неа Зои) је насељено место у општини Вртикоп у периферији Средишња Македонија, Грчка. Према попису из 2021. године било је 128 становника.
Према бугарском географу и историчару, Василу Канчову, у Врбенима је 1900. године живео 41 Ром. Некада су Врбени били читлучко словенско насеље, чији су мештани избегли у село Цакони крајем 19. века због разбојничких банди. Касније се доселило неколико ромских породица које су нису дуго задржале. Село је обновљено 1924. године насељавњем већег броја грчких избегличких породица из Турске. На попису из 1928. године Врбени је имао 266 становника.